# André Navarra
Pour les articles homonymes, voir Navarra.
André Navarra, né le 13 octobre 1911 à Biarritz et mort le 31 juillet 1988 à Sienne, est un violoncelliste et pédagogue français. 
Avec Pierre Fournier, Paul Tortelier et Maurice Gendron, il s'inscrit dans la tradition française du violoncelle.

## Biographie
André Navarra est le fils d'un contrebassiste d'origine italienne. À 9 ans, il entre au conservatoire de Toulouse et a comme maître Ringeisen. À 13 ans, il obtient le premier prix du conservatoire de Toulouse. Dans sa jeunesse, il excelle aussi en natation et en boxe (en poids moyen). En 1926, il entre au Conservatoire de Paris où enseigne Jules Loeb, et où il obtient à 15 ans le premier prix. En 1927, il devient pour sept ans membre du quatuor Krettly-Streich.
En 1933, il entre à l'Orchestre de l'Opéra de Paris et joue sous la direction des chefs d'orchestre Walther Straram, Arturo Toscanini, Bruno Walter et Wilhelm Furtwängler. En 1937, il reçoit le premier prix au premier concours international de violoncelle à Vienne. Comme soliste, il se produit avec les orchestres Pasdeloup et Lamoureux. Il participe ensuite aux premiers concerts de la radio française, et joue en Autriche, en Pologne et en Italie.
À partir de 1945, il se consacre à une carrière de soliste, avec entre autres, des concerts à Londres, La Haye, Genève, Rome et Berlin. En 1949, il est nommé pour succéder à Pierre Fournier comme professeur au Conservatoire national de musique de Paris. En 1952, il commence ses cours d'été à l'Académie Chigiana de Sienne. De 1959 datent ses premiers enregistrements sur disque comme soliste. Il reçoit deux fois le grand prix du disque. En 1965, il effectue sa première tournée de concerts aux États-Unis sous la direction du chef d'orchestre Charles Munch. En 1967 débutent ses cours à l'École supérieure de musique de Detmold (Hochschule für Musik Detmold) où il a été nommé professeur, et de 1968 à 1970 il donne également des cours au Royal School of Music de Londres. En 1969 a lieu sa première tournée de concert en Union soviétique. De 1970 à 1973 il donne des cours à l'Académie d'été Maurice Ravel à Saint-Jean-de-Luz. De 1973 jusqu'à sa mort, il est professeur invité à l'École supérieure de musique et des arts du spectacle de Vienne (Hochschule für Musik und darstellende Kunst).
Il crée de nombreuses œuvres contemporaines dont il est le dédicataire, Cantilène variée de Tony Aubin (1946), Introït, récit et congé de Florent Schmitt (1951), le Concerto no 1 d'André Jolivet (1962), le Concerto d'Antoine Tisné (1969).
Après avoir longtemps joué sur un Giuseppe Guarnerius de 1715, il acquiert un Gagliano de 1741. Mais il aime également jouer sur des instruments de facture moderne, notamment un Bernardel, un Miremont et deux Gianotti.
André Navarra a pour élèves, entre autres, Henri Alécian, Alessandro Baillie, Marcel Bardon, Paul Boufil, Emmanuel Boulanger, Denis Brott,  Marcio Carneiro, Yvan Chiffoleau, Christophe Coin, Valentin Erben, Johannes Goritzki, François Guye, Florian Kitt, Tobias Kühne, Philippe Muller, Walter Nothas, Martin Ostertag, Roland Pidoux, Christoph Richter, François Morin, Friedrich Sellheim, Heinrich Schiff, Marc-Didier Thirault, Jean-Éric Thirault, Cécilia Tsan, Michael Veit, Christian Secretan, Philippe Pouquet.
Son enregistrement des suites pour violoncelle BWV 1007 à BWV 1012 de Bach paru chez Calliope en 1977, a été récompensé par le Grand Prix du disque.
André Navarra est enterré au cimetière de la commune de Sainte-Colombe (Landes).

## Discographie
- Dvorak, Concerto pour violoncelle en si mineur, op. 104, National Symphony Orchestra, Rudolf Schwarz (dir.), 1955
- Tchaikovsky, Variations sur un thème Rococo, Orchestre symphonique de Londres , Richard Austin (dir.), 1956
- Bloch, Schelomo, Orchestre symphonique de Londres , Richard Austin (dir.), 1956
- Elgar, Concerto pour violoncelle en mi mineur op. 85, Hallé Orchestra, Sir John Barbirolli (dir.),  1957
- Brahms, Concerto pour violon et violoncelle en la mineur, opus 102, Orchestre philharmonique tchèque, Joseph Suk (violon), Karel Ančerl (dir.), 1963
- Schumann, Concerto pour violoncelle op. 129, Orchestre philharmonique tchèque,   Karel Ančerl (dir.), 1964
- Bloch, Schelomo, Orchestre philharmonique tchèque, Karel Ančerl (dir.),  1964
- Ottorino Respighi, Adagio con variazioni, Orchestre philharmonique tchèque, Karel Ančerl (dir.), 1965
- Lalo, Concerto pour violoncelle et orchestre, Orchestre Lamoureux, Charles Munch (dir.), 1965
- Saint-Saëns, Concerto pour violoncelle nº 1 en la mineur op. 33, , Orchestre Lamoureux, Charles Munch (dir.), 1965
- Chopin, Valses n°1 à 14, Annie d'Arco (piano), 1977, Calliope CAL 1210
- Bach, Les suites pour violoncelle, 1977, Calliope/Phaia Music
- Schubert, Sonate Arpeggione D. 821, Annie d'Arco (piano), 1978
- Schumann, Cinq pièces en style populaire op. 102, Annie d'Arco (piano), 1978
- Schumann, Adagio et allegro op. 70, Annie d'Arco (piano), 1978
- Dvorak, Rondo op. 94, Erika Kilcher (piano), 1980
- Dvorak, Humoresque op. 101, n°7, Erika Kilcher (piano), 1980
- Dvorak, Le calme de la forêt Op. 68, n°56, Erika Kilcher (piano), 1980
- Saint-Saëns, Sonate pour violoncelle et piano n° 1 en ut mineur op. 32, Annie d'Arco (piano), 1982
- Saint-Saëns, Sonate pour violoncelle et piano en fa majeur n° 2 op.123, Annie d'Arco (piano), 1982
- Huit mélodies du Japon  (compositeur anonyme), pour violoncelle et piano, Annie d'Arco (piano), 1982
- Saint-Saëns, Le Cygne, 1984
- Fauré, Élégie, Romance, Sérénade, Papillon, Après un rêve, 1984
- Léon Boëllmann, Sonate en la mineur pour violoncelle et piano op. 40, 1984
- Chopin, Sonate pour violoncelle et piano en sol mineur op. 65, Erika Kilcher (piano), 1984
- Pietro Locatelli, Sonate, Calliope CAL 5673, 1988
- Luigi Boccherini, Sonate en la, Sonate en sol, Calliope CAL 5673, 1988
- Enrique Granados, Intermezzo des Goeyscas, Calliope CAL 5673, 1988
- Manuel de Falla, Suite populaire espagnole, Calliope CAL 5673, 1988
- Joaquín Nin, Chant d'espagne, Calliope CAL 5673, 1988
- Haydn, Concertos pour violoncelle